# Eurythemyia dissitus
Eurythemyia dissitus är en tvåvingeart som först beskrevs av Henry J. Reinhard 1967.  Eurythemyia dissitus ingår i släktet Eurythemyia och familjen parasitflugor. Inga underarter finns listade i Catalogue of Life.